# B&O Grasshopper
Die Grasshopper-Lokomotiven der Baltimore and Ohio Railroad (B&O) waren neun kleine Dampflokomotiven, die in den Jahren 1832 bis 1837 in den bahneigenen Mount Clare Shops gebaut wurden. Sie gelten als erste in Serie gebaute brauchbare Lokomotiven der Bahn und standen über 50 Jahre im Dienst. Charakteristisch für die Lokomotiven waren der stehende Kessel und der Antrieb der Räder über ein Zahnradgetriebe.

## Geschichte
Die Lokomotiven lehnten sich an die von Phineas Davis und Israel Gartner entworfene York an. Sie war die Gewinnerin des 1831 von der B&O durchgeführten Wettbewerbs zum Bau einer brauchbaren Lokomotive, an dem vier Loks teilnahmen. Davis und Gartner betrieben die bahneigene Werkstätte in den Mount Clare Shops auf eigene Rechnung und lieferten fortan die Lokomotiven für die Bahn. Im September 1832 wurde die York von einer stärkeren und verbesserten Version, der Atlantic abgelöst. Die Änderungen betrafen die Anordnung der vertikalen Zylinder, den Antrieb der Achsen über ein Übersetzungsgetriebe, sowie den Einbau von gefederten Achsen. Weiter wurde der Kessel für ausschließliche Befeuerung mit Anthrazitkohle ausgelegt. Die Lokomotive bewährte sich im einmonatigen Probebetrieb, bei dem sie den täglichen Personenzug auf der 128 km langen Strecke von Baltimore bis zur schiefen Ebene bei Parr’s Ridge beförderte.
Im Oktober 1833 wurde die Schwestermaschine Traveller abgeliefert, die später in Indian Chief umbenannt wurde. Sie hatte im Gegensatz zur Atlantic, bei der das Antriebsritzel direkt auf der Triebachse saß, einen Antrieb über eine Blindwelle. Beide Lokomotiven wurden aber bereits 1835 ausrangiert und verschrottet.
1834 folgte eine weiter verbesserte Version, die Arabian. Ihr Kessel war leicht geändert und hatte mehr Röhren verbaut. Weiter wurden die Federn der Achsen über dem Rahmen angeordnet und der Außenrahmen mit geschlitzten Achslagerführungen versehen, wie das in England bereits üblich war. Eine weitere Verbesserung betraf die Umsteuerung der Dampfmaschine.
Im Jahre 1838 erwähnte der Jahresbericht der Bahn sieben Lokomotiven, von denen bis auf die Arabian alle Namen von Präsidenten der Vereinigten Staaten trugen.
Die Lokomotiven wurden anfänglich im Personenzugdienst eingesetzt und wanderten mit der Ablieferung neuerer Lokomotiven in den Rangierdienst ab. Die nächste verbesserte Konstruktion waren die Coal Crab genannten Lokomotiven mit liegenden Zylindern, aber immer noch stehendem Kessel.
Die Lokomotive Andrew Jackson wurde 1892 ausrangiert und für die World’s Columbian Exposition, die 1893 stattfand, als Atlantic hergerichtet und ist im Baltimore and Ohio Railroad Museum ausgestellt.
| Nummer | Namen            | Baujahr | Ausrangiert |
| ------ | ---------------- | ------- | ----------- |
|        | Atlantic         | 1832    | 1835        |
|        | Traveller 1)     | 1833    | 1835        |
| 1      | Arabian          | 1834    |             |
| 2      | G. Washington 3) |         |             |
| 3      | T. Jefferson     |         |             |
| 4      | J. Madison       |         |             |
| 5      | J. Monroe        |         |             |
| 6      | Q. Adams         |         |             |
| 7 2)   | A. Jackson       | 1836    | 1892        |

1) später umbenannt in Indian Chief
2) 1884 zur umnummeriert zu 2
3) eventuell als Mercury abgeliefert

## Technik
Der Name der Lokomotive stammte vom Antrieb, der im Entfernten an die Hinterbeine von Heuschrecken, englisch Grashopper, erinnerte. Die vertikalen Zylindern trieben über Balancierhebel eine Kurbelwelle an. Diese arbeitete bei der Atlantic über ein Getriebe auf die Triebachse, welche ungefähr 3⁄5 des Lokgewichts trug. Die zweite Achse war als Laufachse ausgeführt. Bei der Traveller arbeitete das Getriebe auf eine Blindwelle, die einseitig über eine Treibstange eine Achse antrieb. Erst bei der Arabian wurde die zweite Achse mit Kuppelstangen auch angetrieben, wobei der Antrieb immer noch einseitig erfolgte.
Eine weitere Charakteristik der Lokomotiven war der stehende Röhrenkessel für Anthrazitfeuerung. Die Anfachung des Feuers erfolgte über einen Ventilator, der durch eine Abdampfturbine angetrieben wurde. Ab der Arabian wurde das Speisewasser in einem Mantel um den Kessel vorgewärmt.
Die Lokomotiven konnten in der Ebene eine Dauerzugkraft von 10 kN ausüben, was genügte, um einen Wagenzug von 190 Tonnen mit 16 km/h zu befördern. Weiter waren sie in der Lage eine 650 m lange 38 ‰-Rampe mit einer Anhängelast von 16 Tonnen zu bewältigen, wobei die Geschwindigkeit dauernd auf 10 km/h gehalten werden konnte.
|             |                             |                             | Atlantic              | Arabian             |
| ----------- | --------------------------- | --------------------------- | --------------------- | ------------------- |
| Kessel      | Durchmesser                 | Durchmesser                 | 51 Zoll (ca. 1,3 m)   | 52 Zoll (ca. 1,3 m) |
| Kessel      | Höhe über Rost              | Höhe über Rost              | 69 Zoll (ca. 1,8 m)   | 69 Zoll (ca. 1,6 m) |
| Kessel      | Rohre                       | Anzahl                      | 282                   | 400                 |
| Kessel      | Rohre                       | Durchmesser unten           | 1,5 Zoll (38 mm)      | 1,25 Zoll (32 mm)   |
| Kessel      | Rohre                       | Durchmesser oben            | 1 Zoll (25 mm)        | 1 Zoll (25 mm)      |
| Kessel      | Feuerbüchse                 | Durchmesser                 | 46,5 Zoll (ca. 1,2 m) |                     |
| Kessel      | Feuerbüchse                 | Höhe                        | 22 Zoll (ca. 560 mm)  |                     |
| Kessel      | Rauchkammer                 | Durchmesser                 | 46,5 Zoll (ca. 1,2 m) |                     |
| Kessel      | Rauchkammer                 | Höhe                        | 6 Zoll (ca. 150 mm)   |                     |
| Schornstein | Durchmesser                 | Durchmesser                 | 13 Zoll (330 mm)      |                     |
| Schornstein | Höhe über Schienenoberkante | Höhe über Schienenoberkante | 14,5 Fuß (ca. 4,4 m)  |                     |
| Zylinder    | Durchmesser                 | Durchmesser                 | 10 Zoll (254 mm)      | 12 Zoll (305 mm)    |
| Zylinder    | Kolbenhub                   | Kolbenhub                   | 20 Zoll (508 mm)      | 22 Zoll (559 mm)    |

## Wissenswert
Eine der B&O Grashopper-Lokomotiven, die ATLANTIC, zog am 6. Juni 1833 den Zug, mit dem erstmals ein amtierender Präsident der Vereinigten Staaten die Eisenbahn benutzte.